# Dragoco

Firmenlogo von Dragoco

Dragoco war ein 1919 gegründetes Unternehmen der Duft- und Geschmackstoffindustrie mit Sitz in Holzminden. Dragoco fusionierte mit dem ebenfalls in Holzminden ansässigen Unternehmen Haarmann & Reimer (H&R) am 20. Februar 2003 zur Symrise GmbH & Co. KG.

## Gründung
1919 gründete der Friseurmeister Carl-Wilhelm Gerberding (1894–1984) die Dragoco („Dragon Company“ in Anlehnung an die ostasiatische Kultur, die der Firmengründer liebte) und begann mit der Herstellung von Parfüm- und Seifenkompositionen. Mitgründer und Mitinhaber war August Bellmer sowie eine Belegschaft von 15 Personen.
Die Entwicklung und das Wachstum des Unternehmens erforderten ab 1928 den Ausbau des Firmengeländes und den Bau von neuen Gebäuden. Ab 1930 begann die Aufnahme der Geschmackstoffindustrie.
1935 Übernahme der Heinrich Haensel GmbH & Co. KG, ursprünglich aus Pirna, siehe: Gustav Haensel.

## Nachkriegszeit
Nach dem Zweiten Weltkrieg übernahmen die Söhne Carl-Heinz und Horst Gerberding die Geschäftsführung des Unternehmens. Dragoco wurde zu einem modernen Spezialunternehmen für konzentrierte Riech- und Aromastoffe.
Dragoco gründete ab 1955 zudem auch mehrere Tochtergesellschaften im Ausland – unter anderem 1956 in den USA, 1967 in Mexiko, 1973 in Brasilien, 1964 in Großbritannien, 1975 in Hongkong, 1961 in Frankreich, 1959 in Österreich, 1955 in Italien und 1973 in der Schweiz.
- 1960 wird Wilhelm Karl Prinz von Preußen Geschäftsführer des Unternehmens (bis 1984).
- 1964 erhielt der Firmengründer Carl Wilhelm Gerberding die Ehrenbürgerschaft der Stadt Holzminden.
- 1981 wurde Horst-Otto Gerberding (* 1952) Geschäftsführer der Dragoco.[2]

## Umstrukturierung und weitere Entwicklung
1993 erfolgte eine Umstrukturierung der Dragoco-Gruppe und die Umwandlung in eine Aktiengesellschaft mit der Firmierung Dragoco Gerberding & Co. AG.
1997 besaß die Dragoco Gerberding & Co AG auf dem Absatzmarkt in Polen einen Marktanteil von 10 Prozent und in Österreich von 18 Prozent. Weltweit hielt Dragoco 1997 einen Marktanteil von 3,3 Prozent und war damit achtgrößter Anbieter. Die Exportquote betrug 80 Prozent.
Von 1998 bis März 2000 wurden für 52,6 Millionen DM neue Riechstoff-Produktionsanlagen gebaut. Bezuschusst wurde die Investition am Standort Holzminden vom Land Niedersachsen mit insgesamt 5 Millionen DM.
1999 besaß Dragoco weltweit 25 Tochtergesellschaften mit insgesamt 1.800 Mitarbeitern und erwirtschafte einen Konzernumsatz von 619,5 Millionen DM. Im gleichen Jahr wurde in New York (USA) im September ein Kreativstudio und im Dezember ein Competence Center in Hamburg eröffnet. Dragoco rangierte nach Angaben der Welt unter den weltweit etwa 800 Firmen der Riech- und Geschmacksstoffbranche an achter Stelle.
Am 8. November 2000 wurde Industriepark Pudong in Shanghai (Volksrepublik China) offiziell ein neues Werk für die Entwicklung, Produktion und Vermarktung von Aromen und Parfumkompositionen eingeweiht. Der Konzernumsatz erhöhte sich in 2000 um 11 % auf 687,4 Mio. DM. Das Ziel eines Börsengangs wurde nicht weiter verfolgt.
Am 11. Mai 2001 stirbt in der Schweiz Horst Friedrich-Wilhelm Gerberding, der maßgeblich am Aufbau des internationalen Geschäftes der Dragoco beteiligt war. Er wurde 75 Jahre alt.
Die Tochtergesellschaft Dragoco India Ltd. mit Sitz in Chennai ging von Mai 2002 bis 2004 ein Joint-Venture mit der indischen Sanmar-Gruppe ein. Hier wurde 2002 eine neue Produktionsstätte für 3,9 Millionen Euro gebaut.

## Fusion
Am 17. Juli 2002 übernahm die EQT Northern Europe Private Equity Fonds, die zur Wallenberg-Familie gehört, die Anteile der Minderheitsgesellschafter von Dragoco. Mit der Fusion am 20. Februar 2003 zur Symrise GmbH & Co. KG erhielt die schwedische EQT die Mehrheit von 76 Prozent, der ehemalige Vorstandsvorsitzender und Mehrheitsgesellschafter der Dragoco, Horst-Otto Gerberding, erhielt 22 Prozent und die Norddeutsche Landesbank (NordLB) zwei Prozent am neuen Unternehmen Symrise.
Horst-Otto Gerberding übernahm 2002 auch den Vorstandsvorsitz von Symrise, das mit einem Umsatz von 1,245 Milliarden Euro und 5.800 Mitarbeitern zum weltweit viertgrößten Unternehmen der Duft- und Geschmackstoffindustrie aufstieg. Am 15. September 2003 wechselte Horst-Otto Gerberding in den Beirat von Symrise und wurde Mitglied des deutschen Berater-Gremiums des Finanzinvestors EQT. Als Aufsichtsrat kaufte Horst-Otto Gerbering 2014 für 25,5 Mio.€ weitere 700.000 Anteile von Symrise.
Dragoco war dem IKW Industrieverband Körperpflege und Waschmittel e. V. angeschlossen.